# Tonià
El Tonià és el primer període geològic de l'era Neoproterozoica, i durà entre fa 1.000 i 850 milions d'anys. Aquestes dates no estan basades estratigràficament sinó en la cronologia radiomètrica.
El nom deriva de l'ètim grec tonos ('tensió').
Els esdeveniments que acabaren amb la fragmentació del supercontinent Rodínia començaren durant aquest període.
La primera radiació d'acritarcs tingué lloc durant el Tonià.